# 韦尔赫涅泽伊斯克村委员会
韦尔赫涅泽伊斯克村委员会（俄语：Верхнезейский сельсовет）是俄罗斯联邦阿穆尔州结雅区所属的一个村委员会。其下辖有1个居民点，行政中心为韦尔赫涅泽伊斯克。据2016年统计，该村委员会的人口为1425人。